# Yoshikazu Isoda
Yoshikazu Isoda (礒田 由和 Isoda Yoshikazu?,  nacido el 27 de mayo de 1965 en Kioto) es un exfutbolista japonés. Jugaba de defensa y su último club fue el Avispa Fukuoka de Japón.

## Trayectoria

### Clubes
| Club           | País  | Año         |
| -------------- | ----- | ----------- |
| NKK            | Japón | 1988 - 1993 |
| Avispa Fukuoka | Japón | 1994 - 1996 |